# 陈慧 (1933年)
陈慧（1933年1月—），男，原籍浙江诸暨，生于江苏镇江，中国文艺学和外国文学专家，曾任河北省政协副主席，民进中央常委，民进河北省委主委，第七、八、九届全国政协委员。